# Panicum guatemalense
Panicum guatemalense är en gräsart som beskrevs av Jason Richard Swallen. Panicum guatemalense ingår i släktet vipphirser, och familjen gräs. Inga underarter finns listade i Catalogue of Life.